# Powiat Bad Dürkheim
Powiat Bad Dürkheim (niem. Landkreis Bad Dürkheim) – powiat w niemieckim kraju związkowym Nadrenia-Palatynat. Siedzibą powiatu jest miasto Bad Dürkheim.

## Podział administracyjny
Powiat Bad Dürkheim składa się z:
- dwóch gmin miejskich (Stadt)
- jednej gminy bezzwiązkowej (verbandsfreie Gemeinde)
- pięciu gmin związkowych (Verbandsgemeinde)

Gminy miejskie:
| Lp. | Nazwa gminy miejskiej | Ludność (31 grudnia 2009) | Powierzchnia km² |
| --- | --------------------- | ------------------------- | ---------------- |
| 1   | Bad Dürkheim          | 18.848                    | 102,00           |
| 2   | Grünstadt             | 13.029                    | 18,09            |

Gminy bezzwiązkowe:
| Lp. | Nazwa gminy bezzwiązkowej | Ludność (31 grudnia 2009) | Powierzchnia km² |
| --- | ------------------------- | ------------------------- | ---------------- |
| 1   | Haßloch                   | 20.441                    | 39,95            |

Gminy związkowe:
| Lp. | Nazwa gminy związkowej       | Ludność (31 grudnia 2009) | Powierzchnia km² | Liczba gmin |
| --- | ---------------------------- | ------------------------- | ---------------- | ----------- |
| 1   | Deidesheim                   | 11.725                    | 57,02            | 5           |
| 2   | Freinsheim                   | 15.517                    | 60,71            | 8           |
| 3   | Lambrecht (Pfalz)            | 12.613                    | 129,20           | 7           |
| 4   | Leiningerland                | 31.032                    | 145,18           | 21          |
| 5   | Wachenheim an der Weinstraße | 9.847                     | 42,01            | 4           |